# 窪内秀知
窪内 秀知（くぼうち しゅうち、1920年（大正9年）1月25日 - 2020年（令和2年）1月21日）は、日本の囲碁棋士。本名・窪内 敏明。大阪府出身、久保松勝喜代名誉九段門下、関西棋院所属、九段。関西棋院第一位決定戦優勝、名人戦リーグ4期・本因坊戦リーグ3期など。力戦派で、「サビ刀」（切られるとすごく痛い）と呼ばれた。一時雅邦に改名。関西棋院監事も務めた。2009年9月引退。

## 経歴
8歳の時に久保松勝喜代に入門、神戸研究会に参加。1935年日本棋院関西支部にて入段。1940年五段。1949年の呉清源高段者総当り十番碁では、3局目に対戦し呉に対する唯一の勝利を挙げる。1952年本因坊戦リーグ入り（2-5）。1954、55年に第1、2期関西早碁名人戦優勝。1955年八段。1960年、関西棋院5人目の九段に昇段。1963年関西棋院第一位決定戦優勝。1968年名人戦リーグ入り。1975年、日中囲碁交流訪中団に参加。1977年第2期棋聖戦最高棋士決定戦ベスト4。1990年勲四等旭日小綬章受章。2009年まで現役最年長棋士であったが、9月に89歳で引退。
2020年1月21日、老衰で死去。99歳没。

## タイトル歴
- 関西棋院早碁名人戦 1954、55年
- 関西棋院第一位決定戦 1963年

### 他の棋歴
- 1953年 呉清源対関西棋院 1敗1ジゴ
- 1956年 呉清源三番碁 0-3 呉
- 1956年 山陽新聞三番碁 1-2 橋本宇太郎
- 関西棋院王座戦 準優勝 1960年
- 関西棋院第一位決定戦 準優勝 1964、66年
- 関西棋院選手権 準優勝 1974年
- 日中囲碁交流 1975年 5-2
- 名人戦リーグ4期、本因坊戦リーグ3期

## 門下生
| 棋士     | 段位 | 入段 |  |
| -------- | ---- | ---- |  |
| 高橋功   | 六段 | 1962 |  |
| 牛窪義高 | 九段 | 1963 |  |
| 窪内秀明 | 六段 | 1963 |  |
| 谷田治巳 | 八段 | 1964 |  |
| 川村和憲 | 九段 | 1971 |  |
| 久保勝昭 | 九段 | 1972 |  |
| 堀田陽三 | 九段 | 1973 |  |
| 端山省三 | 七段 | 1972 |  |
| 丸山豊治 | 五段 | 1974 |  |
| 芦田磯子 | 六段 | 1975 |  |
| 山内正樹 | 六段 | 1979 |  |
| 斎藤正   | 八段 | 1986 |  |
| 荒木真子 | 三段 | 1986 |  |
| 本田悟朗 | 八段 | 1989 |  |
| 榊原史子 | 六段 | 1989 |  |
| 榊原正晃 | 七段 | 1990 |  |

## 著作
- 『囲碁新手批判』創元社 1957年
- 『現代囲碁大系16巻 鯛中新 鈴木越雄 窪内秀知 宮本直毅 本田邦久』講談社 1982年
- 『私の道』窪内秀知一門 1997年（『囲碁関西』誌連載の自伝）